# Freudenberg (Baden)
Freudenberg (còn được gọi là: Freudenberg am Main) là một thị trấn thuộc huyện Main-Tauber-Kreis, bang Baden-Württemberg, Đức. Nằm bên bờ sông Main, nơi đây có dân số khoảng 3,700 người.